# ザ・リアル・キッズ
ザ・リアル・キッズ (The Real Kids) は、アメリカ合衆国マサチューセッツ州ボストン出身のパンク・ロック・バンド。リーダーは、ギタリストで歌手、ソングライターであるジョン・フェリス (John Felice)。
フェリス（1955年 - ）は、マサチューセッツ州ネイティックで育ち、ジョナサン・リッチマンとは近所に住む友人で、ともにヴェルヴェット・アンダーグラウンドのファンであった。1970年代はじめ、15歳だったフェリスは、リッチマンが結成したザ・モダン・ラヴァーズ (the Modern Lovers) の最初のメンバーのひとりとなった。以降、1973年までフェリスはときどきこのバンドに参加していたが、バンドの最初のアルバムで、古典的な作品となった1972年の『Modern Lovers』のセッションには、学校があったために参加しなかった。リッチマンについて、フェリスは、「俺とジョナサンは、俺たちなりに親しかったよ、その、俺はパンクみたいで、生意気盛りのガキだった。たくさんヤクもやりたかったし、酒も飲みたかったが、ジョナサンは純朴で、ヤクもやらず、健康な食べ物しか口にしない...」と述べている。
やがてフェリスは、自分御バンドをもつことを決意し、1972年に、当初ザ・キッズ (the Kids) と名乗った、後のザ・リアル・キッズを、リック・コラッチオ（Rick Coraccio：ベース）、スティーヴ・デイヴィッドソン（Steve Davidson：ギター）、ノーマン・ブルーム（Norman Bloom：ドラムス）とともに結成した。バンドは、ボストン一帯でライブ・バンドとして成功し、「まっすぐな、外連味のないロックは、チャック・ベリーまで遡る響きを聞かせ、ブリティッシュ・インヴェイジョンの様々なグループの最良の部分を受け継ぎつつ、来るべきパンクへの道筋を示している」と評された。フェリス自身の曲に加え、バンドはエディ・コクランやバディ・ホリーなどの古典的作品を取り上げて演奏した。バンドが最初のレコーディングを行なった1977年の時点で、メンバーは、フェリスのほか、ビリー・ボルジオーリ（Billy Borgioli：ギター）、アレン・"アルポ"・ポーリーノ（Allen "Alpo" Paulino：ベース）、ハウイー・ファーガソン（Howie Ferguson：ドラムス）となっていた。最初のスタジオ・アルバム『The Real Kids』は、1977年にレッド・スター (Red Star) レーベルから発売された。
フェリスは、メンバーの入れ替えながら、ときどきはザ・リアル・キッズとしての活動を続けるかたわら、一時期にはラモーンズのローディーとして働いた。また、ボストンのバンド、ザ・タクシー・ボーイズ (the Taxi Boys) の一員として演奏したこともあった。その後、ザ・リアル・キッズは、ヨーロッパでのツアーのために再編成され、1983年にフランスのレーベル、ニュー・ローズ (New Rose) から新たなアルバム『Hit You Hard』をリリースした。アルポ・ポーリーノとビリー・ボルジオーリは、バンドを脱退してプリミティヴ・ソウルズ (the Primitive Souls) を結成した。1988年、フェリスは新たなバンドとしてジョン・フェリス・アンド・ザ・ローダウンズ (John Felice and The Lowdowns) を結成し、アルバム『Nothing Pretty』をボストンのエース・オブ・ハーツ・レコード (Ace of Hearts Records) からリリースしたが、このアルバムは後にノートン・レコード (Norton Records) から再発売された。
ザ・リアル・キッズは、この他にも何回か再結成を行なっている。1998年から1999年にかけては、定期的に演奏活動を行い、ニューヨークでは新年のギグにも出演した。ベース奏者のアルポ・ポーリーノは、2006年2月6日に死去した。